# Orden francés
Orden francés (en francés: ordre français) es una expresión utilizada en la bibliografía de la historia del arte para designar dos tentativas, ambas parciales y sin prolongación posterior, de crear un orden arquitectónico que pudiera caracterizarse como "nacional" en la arquitectura renacentista francesa y en el Barroco.
La primera, debida a Philibert Delorme en el siglo XVI, consiste en las también denominadas "columnas francesas" (colonnes françaises), que presentan tambores (tambouris) acanalados alternando con fustes no acanalados en el diámetro superior.
La segunda, debida a Charles Le Brun en el siglo XVII, consiste en los capiteles de la Galería de los Espejos (Galerie des Glaces) del Palacio de Versalles, que llevan los símbolos de la nación francesa y la dinastía borbónica (el gallo galo -coq gaulois- y la flor de lis respectivamente).